# Neolamprologus similis
Neolamprologus similis är en fiskart som beskrevs av Heinz H. Büscher 1992. Neolamprologus similis ingår i släktet Neolamprologus och familjen Cichlidae. Inga underarter finns listade i Catalogue of Life.